# Погодина, Ольга Станиславовна
О́льга Станисла́вовна Пого́дина (род. 21 сентября 1976, Москва, СССР) — российская актриса театра и кино, кинопродюсер, сценарист. Народная артистка РФ (2017). Лауреат премии «Золотой орёл» за 2016 год, обладательница гран-при VIII Евразийского телефорума Евразийской академии телевидения и радио (ЕАТР) в Москве (2005). Член Союза кинематографистов России.

## Биография
Родилась 21 сентября 1976 года в Москве. С детства жила в районе Орехово-Борисово Южное. Отец — Станислав Юрьевич Бобович, государственный служащий, работал главным инженером завода в Люберцах. Мать — Лия Александровна Погодина, актриса.
С детства у Ольги не было возможности постоянно посещать среднюю школу из-за слабого здоровья, поэтому Лия Александровна была вынуждена пожертвовать своей актёрской карьерой и посвятить многие годы домашнему образованию дочери. Среднее образование школьнице пришлось получать экстерном. В возрасте 16 лет она решила пойти по стопам матери и поступила в Высшее театральное училище имени Б. В. Щукина («Щукинское училище»).
С самого начала и на протяжении всех лет учёбы в училище отношения студентки Погодиной и руководителя её курса Марины Александровны Пантелеевой не сложились. Каждый год Пантелеева ставила перед кафедрой вопрос об уходе Ольги с курса, но каждый раз руководство кафедры оставляло студентку. На последнем курсе руководитель отказалась занимать Погодину в дипломных спектаклях, поэтому, в виде единственного в истории Щукинского училища исключения, репетировать с непокорной студенткой в инсценировке чеховских рассказов взялись проректор Пётр Глебович Попов и педагог Владимир Петрович Поглазов. В итоге в 1997 году Ольга успешно окончила Щукинское училище (курс М. А. Пантелеевой), а в дипломе выпускницы, подписанном Пантелеевой, по предмету «мастерство актёра» стоит «пятёрка».
В 1998 году Ольга Погодина стала актрисой Московского театрального центра «Вишнёвый сад» под руководством заслуженного деятеля искусств Российской Федерации, народного артиста Российской Федерации А. М. Вилькина. За роль Марианы в спектакле «Тартюф» была номинирована на премию Союза театральных деятелей Российской Федерации на фестивале «Московские дебюты года».
Много лет сотрудничала с театром «Центр драматургии и режиссуры» под руководством А. Н. Казанцева и М. М. Рощина (Москва), участвовала в нашумевших спектаклях Ольги Субботиной «Москва — открытый город» и «Половое покрытие».
В 2006 году была ведущей телепрограммы «Времечко» на телеканале «ТВ Центр».
В 2007—2008 гг. являлась членом Высшего совета российской политической партии «Гражданская сила».
Является создателем, соучредителем и генеральным директором ООО «ОДА-Фильм Продакшн» (Москва), занимающегося производством кинофильмов, видеофильмов и телевизионных программ. Как теле- и кинопродюсер сняла более 10 фильмов, среди которых лауреаты премий «ТЭФИ» и «Золотой орёл».
Член общественной организации «Союз кинематографистов Российской Федерации».

### Личная жизнь
- Первый муж — Игорь Петров-Кондратов, бизнесмен. Поженились в 2007 году. Спустя некоторое время брак распался[5].
- Второй муж — Алексей Викторович Пиманов (род. 9 февраля 1962), российский режиссёр, продюсер, сценарист, журналист, телеведущий, политический деятель. Брак заключён в 2013 году[5][7].

## Творчество

### Театральные работы

#### Московский театральный центр «Вишнёвый сад»
- 1998 — «Тартюф» по комедийной пьесе Мольера «Тартюф, или Обманщик» (режиссёр-постановщик Александр Вилькин) — Мариана, дочь Оргона, влюблённая в Валера[8].

#### Театр «Центр драматургии и режиссуры»
- 2001 — «Сет-2» (режиссёр Ольга Субботина)
- 2002 — «Половое покрытие» (режиссёр Ольга Субботина)
- 2002 — «Москва — открытый город» (режиссёр Ольга Субботина)

### Фильмография

#### Актриса
К 2020 году сыграла более 80 ролей, перечислены наиболее значимые:
- 2000 — Тихие омуты —
- 2001 — фильм «Если невеста — ведьма», реж. О. Фесенко — Алиса Малкович, юная колдунья, РТР
- 2001 — фильм «Перекрёсток судьбы», реж. С. Никоненко — Вероника, ОРТ
- 2001 — телесериал «Салон красоты», реж. А. Полынников — Женя, НТВ
- 2002 — телесериал «Дронго», реж. З. Ройзман — секретарша Лазарева
- 2003 — фильм «Золотой век», реж. И. Хотиненко — графиня Толстая
- 2002 — телесериал «Простые истины» — Ольга Дмитриевна Бородина, учитель химии
- 2003 — телесериал «Женская логика — 2», реж. С. Ашкенази — Нина, официантка
- 2003 — телесериал «Русские амазонки», реж. И. Фридберг — Эля
- 2002 — телесериал «Линия защиты», реж. Л. Дербенев — Клара
- 2003 — фильм «Овидий», реж. В. Лагунов — Полина Астахова, художник
- 2004 — телесериал «Ангел на дорогах», реж. И. Ишмухамедов — Виктория, любовница Сергея
- 2003 — телесериал «Таксистка», реж. О. Музалева — Элла
- 2003-2007 — телесериал «Моя Пречистенка», реж. Б. Токарев — Клара Дюро, актриса, жена Жоржа Надеина
- 2004 — телесериал «Огнеборцы», реж. И. Фридберг — Елена
- 2004 — телесериал «Близнецы», реж. З. Ройзман — Соня Кадкова
- 2003 — фильм «Женская интуиция», реж. О. Байрак — Даша, возлюбленная Александра, няня Маши
- 2006 — фильм «Пять звёзд», реж. В. Коновалов — Кристина Игнатова
- 2004 — телесериал «Джек-пот для Золушки», реж. Н. Стамбула — Лариса, СТС
- 2004 — телесериал «Возвращение Мухтара» (серия № 35 «Алиби»), реж. А. Полышников — Саша и Лиза (близнецы)
- 2004 — фильм «Убей меня! Ну, пожалуйста!», реж. О. Байрак — Валерия, олимпийская чемпионка по биатлону
- 2004 — фильм «Женская интуиция — 2», реж . О. Байрак — Даша, жена Александра, мачеха Маши
- 2004 — телесериал «Стервы, или Странности любви», реж. В. Фатьянов — Дуня
- 2004 — фильм «Тебе, настоящему», реж. О. Байрак — Джессика
- 2005 — фильм «Мужской сезон: Бархатная революция», реж. О. Степченко — сотрудница Управления
- 2005 — телесериал «Эшелон», реж. Н. Адоминайте — Эрна, немка
- 2004 — фильм «Летучая мышь», реж. О. Байрак — Ида, сестра Адели, возлюбленная Фалька
- 2004 — фильм «Таксистка. Новый год по Гринвичу», реж. О. Музалева — Элла
- 2005 — фильм «Девочка с севера», реж. Д. Меднов — Ирэна Бонд-Бондарева
- 2005 — телесериал «Убойная сила 6» (фильм № 7 «Выгодный жених»), реж. А. Карпиловский — Заноза (Зина Архипова)
- 2005 — телесериал «В ритме танго», реж. А. Павловский — Ольга Веневитова
- 2005 — фильм «Ближний круг — Телохранитель», реж. В. Фурманов — Наталья Белковская, вдова бизнесмена
- 2006 — фильм «Рассмешить бога», реж. В. Харченко-Куликовский — Светлана Голованова, жена Стаса
- 2006 — телесериал «Прощайте, доктор Чехов!», реж. Е. Соколов — Ольга Леонардовна Книппер-Чехова
- 2006 — телесериал «Бес в ребро, или Великолепная четвёрка», реж. К. Смирнов — Виолетта, журналист
- 2006 — фильм «Три дня в Одессе», реж. А. Пиманов — Лида Шереметьева
- 2006 — фильм «Дети индиго», реж. А. Майоров — Машенька
- 2006 — телесериал «Ангел-беглец», реж. О.Субботина — Маша
- 2006 — телесериал «Капкан», реж. В. Краснопольский — Полина Крашевская
- 2006 — телесериал «Путейцы» (серия № 7 «Неслучайная встреча»), реж. Г. Байсак — Зоя
- 2006 — телесериал «Предел желаний», реж. В. Дмитриевский — Елена Нестеренко
- 2007-2011 — телесериал «Срочно в номер», прод. В. Опалев — Виктория Данилова
- 2008 — телесериал «Легенда об Ольге», реж. К. Капица — Ольга Константиновна Чехова
- 2008 — фильм «Дистанция» (другое название — «118 секунд, до… и после»), реж. Б. Токарев — Рита
- 2009 — фильм «Мужчина в моей голове», реж. А. Пиманов — Алёна Александровна
- 2010 — телесериал «Отражение», реж. А. Щурихин — Елизавета Круглова/Дарья Ерёмина
- 2010 — фильм «Выйти замуж за миллионера», реж. Валерий Усков — Ирина
- 2012 — фильм «Забава», реж. Р. Бальтцер — Нина
- 2012 — фильм «Ночь одинокого филина», реж. Г. Сальгарелли — Анна
- 2015 — телесериал «Бабий бунт, или Война в Новосёлково», реж. Ю. Морозов — Юлька
- 2013 — телесериал «Людмила» реж. А. Павловский — Анастасия
- 2014 — фильм Элементарная любовь[итал.], реж. С. Басса — Вера (российско-итальянский фильм)
- 2016 — телесериал «Маргарита Назарова», реж. К. Максимов — Маргарита Назарова
- 2015 — телесериал «Власик. Тень Сталина», реж. А. Мурадов — Ася Лемке
- 2015 — фильм «Любовь прет-а-порте» / Di tutti e colori (Италия, Россия), реж. М. Нардари — Ольга
- 2018 — фильм «Несокрушимый», реж. К. Максимов — Павла, жена Семёна Коновалова
- 2019 — телесериал «Легенда Феррари», реж. К. Максимов — Елена Феррари
- 2021 — «Ну, здравствуй, Зин!»
- 2022 — «Экстрасенс» — Марина, мама Ани

#### Продюсер
- 2008 — телесериал «Ненависть», реж. М. Шевчук
- 2008 — фильм «Дистанция» (другое название «118 секунд, до… и после»), реж. Б. Токарев
- 2009 — фильм «Мужчина в моей голове», реж. А. Пиманов
- 2012 — телесериал «Отражение», реж. А. Щурихин
- 2014 — телесериал «Бабий бунт, или Война в Новосёлково», реж. Ю. Морозов
- 2012 — фильм «Ночь одинокого филина», реж. Г. Сальгарелли
- 2017 — фильм «Любовь прет-а-порте» / Di tutti e colori (Италия, Россия), реж. М. Нардари
- 2016 — телесериал «Маргарита Назарова», реж. К. Максимов
- 2018 — фильм «Несокрушимый», реж. К. Максимов
- 2019 — телесериал «Легенда Феррари», реж. К. Максимов
- 2021 — фильм «Краш»
- 2022 — «Экстрасенс»

### Ведущая концертов и церемоний награждения
- Церемония награждения «Лица года»
- Церемония награждения «Женский образ года»
- Церемония награждения международного фестиваля актёров кино «Созвездие», учреждённого Гильдией актёров кино России
- 2008 — церемония награждения кинопремии «Ника»
- 2015 — церемония награждения международного фестиваля циркового искусства «Идол»
- Концерты Игоря Наджиева, Яна Арлазорова

### Участие в рекламе
Ольга Погодина снялась более чем в 20 рекламных видеороликах, самыми заметными из которых стали:
- ролик «Московской сотовой»;
- реклама товаров для здоровья фирмы Gezan (Франция-Россия);
- реклама косметической серии Prestij компании Alen mak (Болгария);
- реклама ювелирной коллекции фирмы «Русский ювелир»;
- реклама русского «дьюти фри».

## Признание

### Государственные награды и звания
- 2009 — почётное звание «заслуженный артист Российской Федерации» — за заслуги в области искусства[3].
- 2017 — почётное звание «народный артист Российской Федерации» — за большие заслуги в области искусства[1][2].

### Общественные награды и премии
- 1998 — номинация на премию Союза театральных деятелей Российской Федерации на фестивале «Московские дебюты года» — за роль Марианы в спектакле «Тартюф» по комедийной пьесе Мольера «Тартюф, или Обманщик» режиссёра-постановщика Александра Вилькина на сцене Московского театрального центра «Вишнёвый сад».
- 2005 — гран-при в номинации «игровой телевизионный фильм/сериал» на творческом конкурсе VIII Евразийского телефорума Евразийской академии телевидения и радио (ЕАТР) в Москве получил телесериал «Эшелон» (режиссёры — Ниойле Адоминайте и Дмитрий Долинин), в котором Ольга Погодина исполнила главную роль немки Эрны[9].
- 2005 — гран-при международного кинотелефорума в Ялте «Вместе» получил сериал «Моя Пречистенка» с Ольгой Погодиной в главной роли Клары Дюро.
- 2009 — номинация на премию «ТЭФИ» «за лучшую женскую роль» — за исполнение главной роли в картине «Легенда об Ольге».
- 2009 — приз «за лучшую женскую роль» на Международном чеховском фестивале в Париже — за роль Ольги Книппер-Чеховой в картине «Прощайте, доктор Чехов!».
- 2010 — почётный знак отличия «Трудовая доблесть» (Россия).
- 2016 — после съёмок в телесериале «Маргарита Назарова» имя Ольги Погодиной было внесено в «Книгу рекордов России» за «наименьшее время подготовки артиста к трюку „голова в пасти тигра“» (4 дня). Авторы сериала решили достоверно воссоздавать выступления дрессировщицы Назаровой, в связи с чем цирковые тигры должны были привыкнуть именно к Ольге, а не к заменяющим её дублёрам, поэтому Ольга самостоятельно осваивала работу с тиграми, в том числе с тиграми в воде, что особенно опасно и со времён работы Назаровой не повторялось[10][11].
- 2017 — российская кинопремия «Золотой орёл» за 2016 год в номинации «лучшая женская роль на телевидении» — за исполнение роли советской дрессировщицы тигров Маргариты Назаровой в телесериале «Маргарита Назарова» (2016).